# Albula vulpes
El macabijo o macabí (Albula vulpes) es una especie de la única familia, Albulidae, del orden Albuliformes. Es anfídromo, vive en aguas tropicales próximas a la costa, se mueve para alimentarse con la subida de la marea y se retira a aguas más profundas cuando la marea baja. Los juveniles pueden formar grandes cardúmenes de individuos de tamaño similar mientras que los individuos más maduros nadan en pequeños grupos o parejas. El macabijo se captura principalmente en pesca deportiva, y no se utiliza para la alimentación de forma habitual. Se consume en Hawái, donde se conoce como ʻōʻio.
También es frecuente ver este pez en el mar Caribe, especialmente en el Oriente de Venezuela donde se le da el nombre de malacho y se consume extrayendo la carne gelatinosa de su lomo. Con la misma se suelen preparar albóndigas (las llamadas torticas de malacho) o se puede preparar guisada. De hecho, co el guiso de este pescado se preparan las tradicionales hallacas navideñas en la Isla de Margarita.

## Descripción
Es un pez de cuerpo compacto y fusiforme, de color plateado con las aletas más oscuras, con la base de las aletas pectorales de color amarillo. Puede alcanzar 10 kilogramos de peso y llegar hasta 104 cm de longitud. La cabeza termina en un hocico cónico que cubre una boca desprovista de dientes, que sí se encuentran en posición faríngea.

## Comportamiento
Es carnívoro y se desplaza en bandos numerosos o cardúmenes en los primeros años de vida. Más tarde, empieza a reducir la ‘compañía’ hasta llegar a moverse solo o en parejas; algunos individuos mayores viajan en solitario.
El macabijo, también conocido como macabí o «zorro», es probablemente el animal más rápido en aguas saladas. La pesca en aguas poco profundas se realiza en zonas que tienen entre 20 cm y alrededor de un metro de profundidad. El cebo utilizado más común son los camarones y cangrejos.
Este pez puede mejorar su tolerancia a aguas más pobres en oxígeno (más profundas de un metro) haciendo uso del aire de su vejiga natatoria.

## Alimentación
El macabijo se alimenta de gusanos bentónicos, alevines, crustáceos y moluscos en fondos rocosos, acantilados y praderas marinas, removiendo el fondo y dejando, en muchas ocasiones, la larga cola fuera del agua. El macabijo puede seguir a las rayas para identificar pequeñas presas levantadas por su movimiento.

## Hábitat
El macabijo vive en aguas cálidas, mares tropicales y subtropicales,  y bajíos en todo el mundo, más raramente en aguas salobres o de río. Habita en zonas llanas de arena y pradera de aguas tropicales, y también pasa parte de su vida en aguas profundas hasta los 1000 m.